# 다이메틸 에터
다이메틸 에터(dimethyl ether[daiméθəl íːθər], 독일어: Dimethylether, DME)는 에터의 일종으로 가장 단순한 화합물이다. IUPAC명은 메톡시메테인 또는 메톡시메탄(methoxymethane[meθɑ̀ksiméθein])으로 저온상태에서 메탄올을 황산으로 탈수하면 얻을 수 있다. 조성식은 C2H6O, 시성식은 CH3OCH3으로, 분자량은 46이다. 수소 결합을 만들지 않기 때문에 끓는점이나 녹는점은 낮지만 독성은 그만큼 높지 않다.
최근 화석연료를 대체하기 위한 대안으로 이 DME가 활발히 연구되고 있다.

## DME 스프레이
LPG보다 인화성이 낮고, 무독성이어서 스프레이 분사제로 사용된다.

## DME 엔진
세탄가가 높고 디젤 엔진에 사용가능하며, 산소 함유율이 높기 때문에 매연이 나오지 않아 환경부하가 적다. 물성이 LPG와 유사하고 발열량은 경유에 비해 낮은 편이다.